# Im Kyu-tae
Im Kyu-tae (* 6. Januar 1981 in Seoul) ist ein ehemaliger südkoreanischer Tennisspieler.

## Karriere
Im Kyu-tae spielte hauptsächlich Turniere auf der drittklassigen ITF Future Tour und zweitklassigen ATP Challenger Tour. Er konnte auf der Future Tour zehn Einzel- und neun Doppeltitel gewinnen. Auf der Challenger Tour gewann er einen Titel im Doppel.
Seinen ersten Erfolg auf der Future Tour feierte er 2002 im Doppel. Durch mehrere Halbfinaleinzüge auf der Future und Challenger Tour kratzte er im Juni 2003 im Einzel an der Weltrangliste an den Top 400. Zu seinem Debüt für die südkoreanische Davis-Cup-Mannschaft kam er in der Begegnung gegen Indonesien ein Jahr später. In den Folgejahren gewann er weitere Titel auf der Future Tour und kletterte weiter in der Weltrangliste, sodass er 2006 im Doppel das erste Mal unter den besten 300 der Welt stand. Seine beste Doppelplatzierung gelang ihm im Januar 2008 mit einem 278. Rang.
2009 nahm er an der Qualifikation zu allen vier Grand-Slam-Turnieren teil. Während er bei den French Open und Wimbledon Championships in der ersten Runde scheiterte, gelang ihm bei den Australian Open und US Open der Einzug in die zweite Qualifikationsrunde. Seinen einzigen Auftritt auf der ATP World Tour hatte er 2010 in San José. Nachdem er in der letzten Qualifikationsrunde an Ričardas Berankis gescheitert war, rückte er aufgrund einer Absage von Mardy Fish als Lucky Loser ins Hauptfeld. Dort verlor er sein Auftaktmatch gegen Michael Russell.
Zu seinem einzigen Erfolg auf der Challenger Tour kam er 2011 im Doppel in Busan. Mit seinem Partner Danai Udomchoke zog er ohne Satzverlust ins Finale ein, in dem sie die Paarung Jamie Baker und Vasek Pospisil in zwei Sätzen schlugen. Im Juli bestritt er gegen Pakistan sein letztes Davis-Cup-Match. Insgesamt hat er dort eine Bilanz im Einzel von 5:7 und im Doppel von 1:2. In seiner Heimatstadt Seoul trat er im Oktober 2013 das letzte Mal auf der Challenger Tour auf und beendete im Anschluss seine Profikarriere. Seine beste Platzierung im Einzel war ein 160. Rang aus dem Jahr 2009.

## Erfolge
| Legende (Anzahl der Siege)  |
| Grand Slam                  |
| ATP World Tour Finals       |
| ATP World Tour Masters 1000 |
| ATP World Tour 500          |
| ATP World Tour 250          |
| ATP Challenger Tour (1)     |

### Doppel

#### Turniersiege
| Nr. | Datum        | Turnier | Belag     | Partner         | Finalgegner                | Ergebnis |
| --- | ------------ | ------- | --------- | --------------- | -------------------------- | -------- |
| 1.  | 15. Mai 2011 | Busan   | Hartplatz | Danai Udomchoke | Jamie Baker Vasek Pospisil | 6:4, 6:4 |